# Куйбишевський район (Калузька область)
Куйбишевський район — адміністративна одиниця в Калузькій області Росії.
Адміністративний центр — селище Бетлиця.

## Географія
Район розташований на південному заході Калузької області, межує з Людиновським, Кіровським, Спас-Деменським районами Калузької області, на півдні — з Брянською, на заході — зі Смоленською областями. Площа 1 243 км² (13-е місце серед районів).
Основні річки — Десна, Снопоть, Ветьма, Хатожа, Шуїца.

## Історія
Район був утворений в 1929 році на територіальній основі Мокровської волості Бежицького повіту (центр — село Мокре) і спочатку називався Мокровським районом, входив до Рославльського округу Західної області.
В 1932 році Мокровський район було скасованио, а його територія розділена між сусідніми районами — Єкимовицьким, Кіровським і Спас-Деменським.
В 1939 році район з центром в селі Мокре було відновлено, але вже під новою назвою — Куйбишевський. До цього часу Західна область вже була розділена на Смоленську і Орловську області; таким чином, Куйбишевський район тепер входив до складу Смоленської області.
5 липня 1944 року була утворена Калузька область, і Куйбишевський район був переданий до її складу.
13 березня 1945 року райцентр було перенесено у селище Бетлиця.
Через район проходить відгалуження залізниці на Рославль від магістралі Москва — Брянськ.

## Пам'ятки
За 18 кілометрів від цього «незнайомого селища» і знаходиться «Безіменна висота» — висота, зазначена на карті цифрою 224,1 і оспівана в кінофільмі «Тиша».